# جيجي برويتي
لويجي «جيجي» برويتي (2 نوفمبر 1940 - 2 نوفمبر 2020)، هو ممثل إيطالي ومؤدي أصوات وكوميدي ومخرج وموسيقي ومغني ومقدم برامج تلفزيونية.

## وفاته

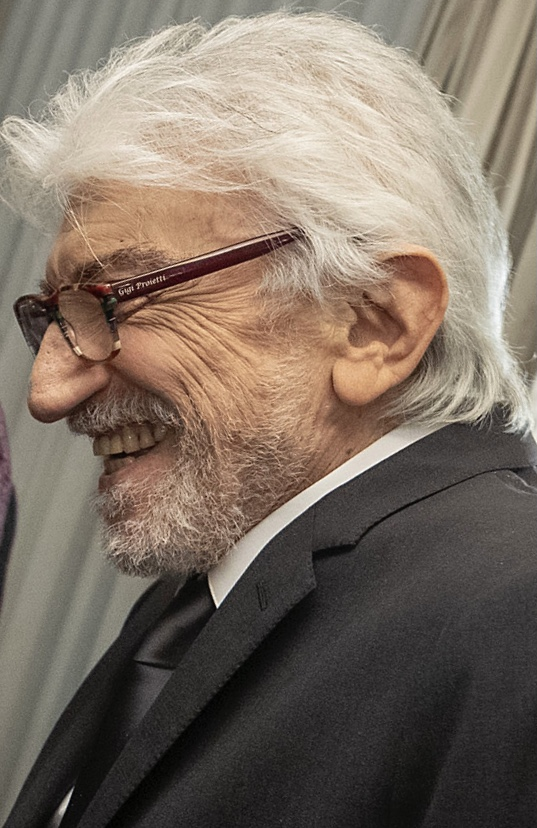
جيجي برويتي عام 2020

في 1 نوفمبر 2020 ، عانى من نوبة قلبية أثناء وجوده في المستشفى، بعد أن تم إدخاله قبل خمسة عشر يومًا بسبب مشاكل متعلقة بالقلب. نُقل إلى العناية المركزة ووصفت حالته بأنها حرجة. توفي في الساعات الأولى من يوم 2 نوفمبر 2020 يوم عيد ميلاده الثمانين. 

## جوائز و ترشيحات
- جوائز ناسترو دي أرجينتو
  - 1997: جائزة ناسترو دي أرجينتو لأفضل دبلجة ذكر لدبلجة روبرت دي نيرو في الكازينو
  - 2003: ناسترو دي أرجينتو لأفضل ممثل عن فيلم «Febbre da Cavallo - La Mandrakata».
  - 2018: جائزة «Nastro d'Argento Lifetime Achievement».

## روابط خارجية
- جيجي برويتي على موقع IMDb (الإنجليزية)
- جيجي برويتي على موقع ميتاكريتيك (الإنجليزية)
- جيجي برويتي على موقع روتن توميتوز (الإنجليزية)
- جيجي برويتي على موقع ألو سيني (الفرنسية)
- جيجي برويتي على موقع ميوزك برينز (الإنجليزية)
- جيجي برويتي على موقع أول موفي (الإنجليزية)
- جيجي برويتي على موقع قاعدة بيانات الأفلام السويدية (السويدية)
- جيجي برويتي على موقع ديسكوغز (الإنجليزية)
- جيجي برويتي على موقع قاعدة بيانات الفيلم (الإنجليزية)
- جيجي برويتي على موقع كينوبويسك (الروسية)